# شهرداری ووچانی
شهرداری ووچانی (به لاتین: Vevčani Municipality) یک منطقهٔ مسکونی در مقدونیه شمالی است که در مقدونیه شمالی واقع شده‌است. شهرداری ووچانی ۲٬۴۳۳ نفر جمعیت دارد.